# 三人夫婦
『三人夫婦』（さんにんふうふ）は、2025年4月9日（8日深夜）から6月18日（17日深夜）までTBSテレビの「ドラマストリーム」枠で放送されたテレビドラマ。主演は地上波ドラマ初主演となる浅香航大。

## キャスト

### 主要人物
三津田拓三（みつだ たくぞう）
演 - 浅香航大
建築デザイナー。孤独なこじらせ男子。
矢野口美愛（やのぐち みあ）
演 - 朝倉あき
拓三の元カノ。不動産会社勤務。
里村新平（さとむら しんぺい）
演 - 鈴木大河（IMP.）
美愛の年下彼氏。ダンサー。
パックン
声（ナレーション） - 関野理玲
拓三が飼っていたうさぎ。溺愛していたものの一話で亡くなってしまう。お葬式の際に、3人が初めて集まる。

### 周辺人物
天満小夜（てんま さよ）
演 - 美山加恋
拓三の会社の後輩。
西本有希（にしもと ゆき）
演 - 三戸なつめ
占い師兼カフェで働く美愛の親友。
池野梨菜（いけの りな）
演 - 葵うたの
美愛が働く不動産会社の後輩。
里村涼平（さとむら りょうへい）
演 - 市川知宏
新平の兄。
三津田夏子（みつだ なつこ）
演 - 赤間麻里子
拓三の母親。
矢野口恵（やのぐち めぐみ）
演 - 森尾由美
美愛の母親。

## スタッフ
- 原案 - 成瀬都香（AOI biotope）
- 脚本 - 我人祥太、成瀬都香、丹保あずさ[1]
- 主題歌 - IMP.「Cheek to Cheek」（TOBE MUSIC）[3]
- 音楽プロデューサー - 田井モトヨシ
- プロデューサー - 箱森菜々花[1]
- 配信プロデューサー - 齊藤彩奈、杉山香織、パリーク亜門[1]
- 制作プロデューサー - 武井哲、岡田敏志
- 演出 - 熊坂出、成瀬都香、小菅規照[1]
- 制作プロダクション - AOI Pro.[1]
- 制作協力 - PADMA[1]
- 製作 - 「三人夫婦」製作委員会[1]

## 放送日程
| 話数   | 放送日  | サブタイトル                      | 脚本       | 演出     |
| ------ | ------- | --------------------------------- | ---------- | -------- |
| 第1話  | 4月09日 | 3人で夫婦になってみませんか?      | 我人祥太   | 熊坂出   |
| 第2話  | 4月16日 | カタブツ男、婚活に走る!?          | 我人祥太   | 熊坂出   |
| 第3話  | 4月23日 | 温泉で親密度アップ計画?           | 成瀬都香   | 熊坂出   |
| 第4話  | 4月30日 | 3人の場合、エッチはどうしますか!? | 丹保あずさ | 小菅規照 |
| 第5話  | 5月07日 | 嫉妬!嫉妬!嫉妬!                   | 丹保あずさ | 成瀬都香 |
| 第6話  | 5月14日 | キスから始まる夫と夫              | 丹保あずさ | 成瀬都香 |
| 第7話  | 5月21日 | 家出妻!? どうする夫と夫!          | 成瀬都香   | 小菅規照 |
| 第8話  | 5月28日 | 3人で愛し合う日                   | 成瀬都香   | 小菅規照 |
| 第9話  | 6月04日 | 三人夫婦より友婚!?                | 成瀬都香   | 熊坂出   |
| 第10話 | 6月11日 | プロポーズは決裂!?                | 我人祥太   | 熊坂出   |
| 最終話 | 6月18日 | 3人が選んだ夫婦のカタチ           | 我人祥太   | 熊坂出   |

## 放送局
| 放送期間               | 放送時間                     | 放送局                    | 対象地域   | 備考   |
| ---------------------- | ---------------------------- | ------------------------- | ---------- | ------ |
| 2025年4月9日 - 6月18日 | 水曜 0:58 - 1:28（火曜深夜） | TBSテレビ（TBS）          | 関東広域圏 | 制作局 |
|                        |                              | IBC岩手放送（IBC）        | 岩手県     |        |
|                        |                              | チューリップテレビ（TUT） | 富山県     |        |
| 2025年4月19日 -        | 土曜 1:23 - 1:53（金曜深夜） | テレビユー福島（TUF）     | 福島県     |        |
| 2025年4月23日 -        | 水曜 3:00 - 3:30（火曜深夜） | テレビ山梨（UTY）         | 山梨県     |        |
| 2025年4月30日 -        | 水曜 23:56 - 翌0:30          | 北陸放送（MRO）           | 石川県     |        |
| 2025年6月29日 -        | 日曜 2:00 - 2:30（土曜深夜） | RKB毎日放送（RKB）        | 福岡県     |        |
| 2025年7月7日 -         | 月曜 0:58 - 1:28（日曜深夜） | 北海道放送（HBC）         | 北海道     |        |

## ネット配信
| 配信開始月 | 配信サイト | 配信料金     | 備考                              |
| ---------- | ---------- | ------------ | --------------------------------- |
| 2025年4月  | Netflix    | 定額制有料   | 同月1日から毎週火曜に先行配信     |
| 2025年4月  | TBS FREE   | 広告付き無料 | 見逃し配信 （地上波放送後に配信） |
| 2025年4月  | TVer       | 広告付き無料 | 見逃し配信 （地上波放送後に配信） |